# 渝碚路街道
渝碚路街道，是中华人民共和国重庆市沙坪坝区下辖的一个乡镇级行政单位。

## 行政区划
渝碚路街道下辖以下地区：
杨梨路社区、杨公桥社区、白鹤岭社区、沙杨路社区、南友村社区、站东路社区、沙南街社区、汉渝路社区、双巷子社区和新体村社区。